# Wallace Breen
Le Dr Wallace Breen est un personnage de la série de jeux vidéo Half-Life. Il est l’ancien administrateur du centre de recherche de Black Mesa, nommé dirigeant de la Terre par le Cartel.

## Conception du personnage
Dans les premières étapes de la production de Half-Life 2, l'apparition en tant que dirigeant de la Terre du Dr Wallace Breen a été précédé d'un autre personnage finalement abandonné, le « Consul ». Ce dernier était un organisme cybernétique lourdement modifié possédant toutefois un buste à l'apparence humaine lui permettant de feindre une humanité inexistante. Grandement inspiré de la figure métaphorique du régime policier et totalitaire qu'est Big Brother, personnage de 1984, le Consul est placé au cœur de la propagande par le biais d'un culte de la personnalité. L'apparition du Dr Wallace Breen dans la production du jeu efface partiellement ce culte pour fonder la propagande sur la supériorité, non pas d'un Homme comme le fit son prédécesseur, mais sur la supériorité d'une organisation entière : « l’Union Universelle » (le nom officiel du Cartel). Son apparition coïncide dans le même temps avec la disparition d'un esclavage moderne qui devait initialement être mis en place dans les cités de Half-Life 2, la présence du Dr Breen semble avoir ainsi modifié sensiblement la relation entre le Cartel et l'humanité, évinçant la vision manichéenne originelle d'une entière espèce humaine face à ses envahisseurs, au profit d'une guerre idéologique où chacun des camps est composé, entre autres, d'êtres humains vierges de la biotechnologie du Cartel. Contrairement au Consul qui se voue un véritable culte, Wallace Breen cherche à peindre l'Union Universelle en bienfaitrice de l’humanité servant ainsi de simple entremetteur toutefois puissant et paternel. En outre, les concepteurs du Dr Breen semblent fortement s'inspirer sur plusieurs aspects du personnage de la série Æon Flux qu'est Trevor Goodchild (en), scientifique froid et calculateur à la morale ambiguë, à l'instar de Wallace Breen. Goodchild dirige un État policier, dont les soldats sont nommés « Breen », bâti au sein de villes forteresses, telle que Cité 17. De plus, Trevor Goodchild partage une relation équivoque avec le personnage principal résistant, scindée entre fascination et hostilité, sentiments qu'éprouve ou simule le Dr Breen à l'égard de Gordon Freeman. L'épisode final de la série fait transparaître de nouvelles similitudes, en ce que le personnage principal résistant ayant vécu une longue période de stase découvre une planète Terre habitée par des extraterrestres qu'il combattra, ignorant les paroles de Trevor Goodchild affirmant qu'ils apportaient à l'humanité l'évolution, avant de se rendre compte trop tard que les affirmations du scientifique furent vraies. L'évolution de l'Homme que soutiennent Trevor Goodchild et Wallace Breen se fonde sur l'ascétisme, doctrine soutenant le rejet des désirs humains et pulsions au profit d'une abnégation et de l'altruisme, cette doctrine étant largement soutenue au sein du discours du Dr Breen portant sur l'instinct de reproduction.

## Biographie du personnage

### Half-Life
Le Dr Wallace Breen n'apparaît pas directement dans le jeu, mais il lui est fait référence en tant qu'administrateur de Black Mesa, notamment au moment où Gordon Freeman s’apprête à rentrer dans la chambre d’essai. L'un des scientifiques qui l’aident à préparer l’expérience explique que « l’Administrateur tient vraiment à ce que nous parvenions à analyser cet échantillon, je crois qu'ils ont eu du mal à se le procurer » sans plus de précisions. De la même façon, un membre du personnel de Black Mesa reconnaissant Gordon Freeman fera référence à « des gars de l'administrateur » affirmant qu' « il y en a partout ce matin ». Lorsque le joueur arrive sur Xen, il peut apercevoir des cristaux similaires à celui que Freeman a poussé dans le spectromètre d’anti-masse. Un passage issu de Episode Two révèle que c’est le mystérieux G-Man qui a livré l’échantillon à Eli Vance, démontrant un lien énigmatique entre Wallace Breen et le G-Man, lien énigmatique confirmé par Breen lui-même dans le dernier chapitre de Half-Life 2.

### La guerre des Sept Heures
À la fin de la guerre des Sept Heures, et afin d'épargner la Terre, Wallace Breen aurait utilisé ses talents de manipulateur pour convaincre le Cartel que l'humanité était « l'élite des espèces ». Par un accord découlant de cette persuasion, l'espèce humaine a été épargnée au prix d'une dépendance totale, il sera de son côté nommé « Administrateur Provisoire »,, mais pour une raison inconnue il deviendra finalement le dirigeant de la Terre. Le chef de la résistance, Eli Vance, résumera l'évènement ainsi : « Il a négocié la reddition de la Terre pour mettre fin à la guerre des Sept Heures, le Cartel l'a alors rendu puissant »,. Depuis sa nomination, le Dr Breen est chargé de diriger l'espèce humaine afin de correspondre à certaines attentes du Cartel et « gagner le privilège de les rejoindre ». Ainsi, en tant que bonimenteur inlassable, Breen enregistre de longs messages destinés à ses troupes et à la population depuis sa Citadelle, récusant Gordon Freeman en relique d’un passé moyenâgeux.

### Half-Life 2
Afin qu'au sein de Cité 17 nul ne puisse échapper à ses homélies et menaces voilées, la ville entière est parsemée d’écrans géants et les habitations truffées de téléviseurs, dont l'unique contenu est l'éloquence chaleureuse et protectrice du Dr Breen. Au début de Half-Life 2, deux habitants peuvent être surpris en train de se plaindre de l'omniprésence de la propagande de Wallace Breen, affirmant par ailleurs que ce dernier était auparavant installé à Cité 14, une cité dont l'aménagement est certainement centré sur la propagande à l'image de Cité 17. Alerté du retour de Gordon Freeman, Wallace Breen envoie immédiatement ses troupes pour le capturer et enrayer le mouvement de résistance de Cité 17. Lorsqu'il sermonne ses troupes à travers un message préenregistré dans la prison de Nova Prospekt, Breen précise « J'ai de bonnes raisons de penser qu'au cours de ces dernières années, sa position lui empêchait (sic) tout développement de compétences secrètes » faisant référence à la période de stase qu'a vécu Gordon Freeman entre Half-Life et Half-Life 2, pour la première fois Breen émet ainsi quelques allusions impliquant qu’il est au courant de l’existence du mystérieux G-Man et de son influence sur Freeman, une chose dont aucun autre personnage ne semblait être au courant jusque-là. Plus tard, alors qu’il s’adresse directement à Freeman, Breen réitérera ses allusions, mais sera freiné par la trahison de son entourage alors qu'il s'apprêtait à en discuter « plus librement ». Lorsque la résistance humaine commence à desserrer l’emprise du Cartel sur Terre, et que Gordon Freeman s'apprête à rattraper le Dr Breen, ce dernier suit les directives d'un conseiller du Cartel en tentant de s’enfuir par l’intermédiaire d’un téléporteur. Freeman parvient à l’arrêter en détruisant le réacteur à énergie noire de la Citadelle, qui emporte le téléporteur ainsi que l'administrateur dans une explosion gigantesque.

#### Episode One
Gordon Freeman aperçoit Wallace Breen à travers une hallucination. Ce dernier répète à travers un écran dérivant dans le néant de l'univers un questionnement datant de Half-Life 2 qui pourrait avoir marqué l'Homme libre : « Dr Freeman, répondez, si vous le pouvez. Vous avez tant détruit. Mais dites-moi, qu'avez-vous créé exactement ? Pouvez-vous citer une seule chose ? Non, vous ne pouvez pas. ». Plus tard, Alyx et le joueur trouveront d'anciens enregistrements de l'administrateur préparant sa fuite permettant de redécouvrir une scène de Half-Life 2 signalant que la téléportation du défunt docteur devait avoir lieu dans un autre univers hostile à la survie d'un être humain, obligeant Breen à préparer son transfert dans un corps hôte, transfert auquel il s'opposa dans un premier temps avant d'offrir son approbation face à l'urgence de la situation.

#### Episode Two
Lors de la « discussion sincère » entre Gordon et G-Man, Wallace Breen apparaît, difficilement reconnaissable, sur l'écran géant de Black Mesa entre chacune des différentes séquences pour une raison inconnue.

## Discours de propagande

### L'instinct
Au travers d'un discours tournant en boucle dans divers lieux de Cité 17, le Dr Breen prend la défense du champ de suppression reproductif mis en place par le Cartel qui empêche toute reproduction humaine, la technique utilisée est décrite dans Half-Life 2: Episode One par Isaac Kleiner comme une entrave à « la formation de certaines chaînes de protéines nécessaires au développement embryonnaire », technique dépendante de la Citadelle puisque lorsque celle-ci est endommagée, le champ est désactivé. Wallace Breen aborde le sujet de la perpétuation de l'humanité, affirmant que l'immortalité de l'humanité en tant qu'espèce est à « portée de main ». L'arrêt temporaire de la reproduction humaine serait au service d'une vision à long terme de l'Homme, en permettant à l'Union Universelle d'organiser une sélection génétique nécessaire à l'évolution de l'espèce. Cette dernière supprimerait entre autres l'instinct humain, qui provoque des « pulsions irraisonnées » et mènerait l'humanité sur une progressive voie de l'extinction. De ce fait, la perpétuation de l'espèce ne serait possible qu'à condition que l'humanité se laisse guider par ses « bienfaiteurs ».

### L'Homme libre
Wallace Breen s'adresse directement au Dr Freeman pour lui rappeler que l'utilisation de la force contre l'Union Universelle ne peut qu'entraîner des représailles auxquelles l'humanité ne peut faire face. L'Union Universelle aurait d'après lui perdu la confiance qu'elle avait auprès de l'humanité et pourrait désormais considérer avoir été trompée par les belles paroles de Breen. L'adhésion à l'empire du Cartel serait la seule alternative à l'extinction de l'espèce humaine. Ainsi, Wallace précise que leur objectif de sauver l'humanité est commun et qu'il ne sert à rien de se rivaliser.

### La Milice
Un discours destiné aux troupes de la Milice est diffusé à Nova Prospekt dans lequel l'orateur partage les félicitations des bienfaiteurs ainsi que les siennes concernant l'arrestation de l'équipe scientifique résistante d'Éli. Selon l'administrateur, cette réussite ne doit en aucun cas provoquer un relâchement dans les rangs de la Milice qui a déjà mauvaise réputation auprès de l'Union Universelle du fait de ses échecs à capturer Gordon Freeman. Ce serait ainsi le moment idéal d'améliorer cette réputation par une série de réussites, permettant à la Milice de faire ses preuves et ainsi d'éviter à l'humanité l'alternative proposée par les bienfaiteurs en cas d'incompétence : l'extinction totale de l'Homme.

### Collaboration
Le Dr Breen partage sa fierté d'être un « collaborateur », il définit le refus de collaborer avec l'Union Universelle comme un suicide. Il affirme que l'évolution de l'Homme est la seule voie permettant la survie de l'espèce humaine, et la capacité de l'Union Universelle à unifier les diverses espèces sous un même empire permettrait justement à l'humanité de profiter de multiples avantages et, parmi ceux-ci, de profiter de l'évolution recherchée permettant alors à l'humanité d'éviter l'extinction tant redoutée.

## Psychologie du personnage
Robert Culp, la voix de Wallace Breen dans la version originale, a affirmé prendre en compte que, malgré le fait que Wallace Breen soit le « méchant » de Half-Life 2, il n'est pas une « mauvaise personne » et est véritablement persuadé de faire ce qu'il y a de mieux pour l'humanité. La folie des grandeurs est aussi un caractère souligné par Robert Culp, Breen offre difficilement sa confiance à son entourage, il se justifiera à ce propos d'un air hautain : « la loyauté des humains étant ce qu'elle est… », malgré cette méfiance, c'est une trahison qui le mènera à sa perte. Auparavant convaincu que l'humanité pouvait être libérée de ses imperfections, son optimisme se dégrade face à une résistance montante en puissance, jusqu'à affirmer « mes paroles ne valent rien, et moi-même, je n'y crois plus ». Lorsque le Dr Breen s'adresse à ses troupes dans un discours d'encouragement faisant suite à la capture de la poche résistante de Black Mesa Est, il ne peut s'empêcher de critiquer leur incompétence balayant l'objectif principal du discours : des félicitations « sincères ». Perdant confiance en l'humanité, il se persuade que son ressentiment est peu à peu partagé par les conseillers du Cartel à cause du fait que ses paroles ne soient suivies d'aucune preuve. Ancien collègue d'Isaac Kleiner et d'Éli Vance en tant que directeur de Black Mesa, Wallace Breen confie qu'il est « bien plus déçu par Éli Vance et Isaac Kleiner que triste » par la décision de Gordon Freeman de rejoindre leur mouvement de résistance. En tant que scientifique, Dr Breen semble détenir une admiration envers les différents univers sous l'emprise du Cartel, alors en pleine discussion avec son ancien collègue le Dr Vance dans le dernier chapitre de Half-Life 2, Breen lui affirme, sans que le joueur ne puisse l'entendre : « Oh Eli... Si seulement tu pouvais voir ce que j'ai vu. Tu ne serais pas autant aveuglé ! J'ai étudié 36 zones au-delà de la nôtre » avant de poursuivre par quelques exemples « Des étoiles composées de carbone et d'anciens satellites colonisés par des champignons sensibles. Des géantes gazeuses peuplées de vastes intelligences météorologiques. Des mondes qui s'étirent entre les membranes où les dimensions se croisent... Impossible à décrire avec notre vocabulaire limité. ». Au sein d'un énième moment dans lequel le joueur ne pourra l'entendre, Wallace Breen confirmera explicitement, conformément à l'image d'un scientifique passionné, son intérêt vif envers la science : « C'est notre objectif ultime, après tout, de nous diriger librement vers le continuum, afin de donner un sens à notre immortalité naissante ».